# Гимназия и реальное училище Гуревича

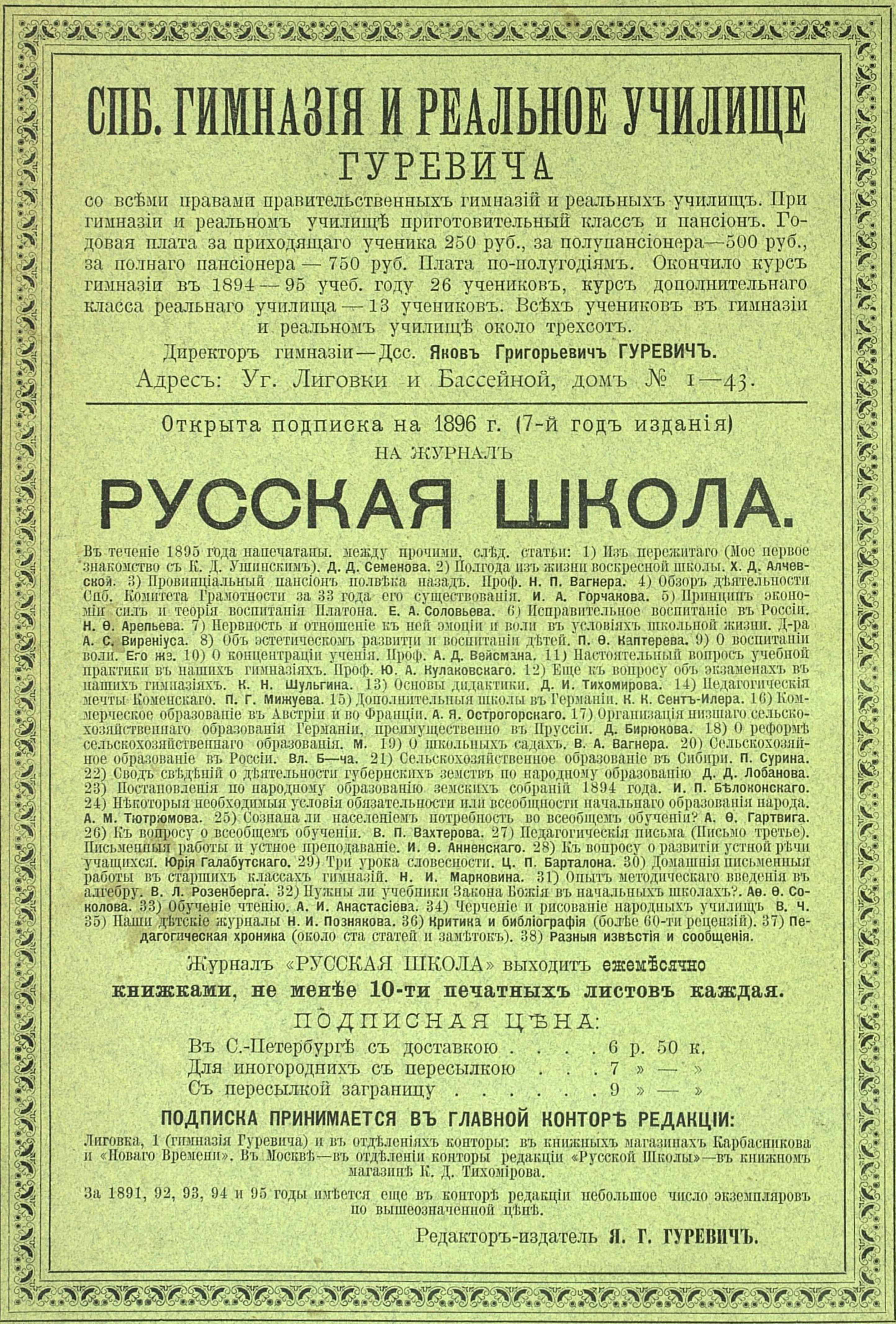

Гимназия и реальное училище Гуревича — одно из лучших и прогрессивных частных средних учебных заведений Санкт-Петербурга с правами казённых гимназий.

## История
Первоначально, в 1869 году преподавателем Пажеского корпуса статским советником Ф. Ф. Бычковым была открыта семилетняя школа для мальчиков. В 1871 году она была преобразована в частную классическую гимназию, в 1878 году получившую права правительственных гимназий. В 1881 году при гимназии было открыто реальное училище.
Для размещения гимназии в 1876 году Бычковым было приобретено владение Артиллерийского департамента, включавшее каменное трёхэтажное, Т-образное в плане здание и трёхэтажный дворовый флигель. В XIX веке местонахождение гимназии указывалось: «на углу Бассейной и Обводного канала» или «угол Лиговки и Бассейной». По проекту архитекторов А. Д. Шиллинга и В. И. Токарева для нужд учебного заведения в зданиях были устроены учебные классы, газовое освещение, водопровод, ватерклозеты, верхние этажи отапливались калориферами, первые этажи — печами. На первом этаже 12 комнат отводились для учебных целей, а также находилось большое торговое помещение с зеркальными окнами для магазина и комната для жилья. Торговое помещение занимали магазин мелочной торговли, писчебумажный магазин, мастерская по приему вещей в химчистку. На втором этаже находились 18 учебных комнат и два рекреационных зала, на третьем — рекреационный зал и актовый зал на 500 человек.
В гимназии учились Валентин Бианки (с 1868), Сергей Платонов (с 1869), Василий Латкин, Иннокентий Сибиряков, Дмитрий Граве. С 1879 года преподавателем древних языков и русской словесности был И. Ф. Анненский.
Директором гимназии и реального училища 1 апреля 1883 года был назначен Я. Г. Гуревич, а Ф. Ф. Бычков был признан судом, состоявшимся 9—13 сентября 1883 года в Петербурге, виновным «в развращении воспитанников содержимой им гимназии Сергея Колонтарова, 13 лет, Петра Нозикова, 11 лет, и Николая Шульгина, 13 лет, посредством развития в них бесстыдными действиями порочной наклонности к мужеложеству (ст. 993 Уложения о наказаниях) и в остановленных по не зависевшим от него, Бычкова, обстоятельствам покушениях на мужеложество над названными воспитанниками Колонтаровым и Нозиковым (ст. 996 Уложения о наказаниях)».
Гуревич пригласил для преподавания лучшие педагогические кадры. В 1887 году в ней преподавали 20 педагогов, состоявших в штате, и около 20 педагогов по совместительству. Продолжал преподавание И. Ф. Анненский (до 1891 года); русскую словесность стал преподавать Е. М. Гаршин; немецкий язык преподавал Ф. Ф. Фидлер, географию — генерал А. О. Пуликовский. В гимназии Гуревича также преподавали: с 1898 года А. Н. Щукарев и Н. С. Усов (древние языки); с 1895 года — С. К. Булич (русский язык ); с 1907 года — Н. К. Пиксанов (русскую литературу), с 1914 года — Б. М. Эйхенбаум. Рисование и черчение преподавали скульптор П. П. Забелло и классный художник Глеб Федорович Воропонов; физику — А. Л. Гершун и лаборант Императорских Электротехнического и Политехнического институтов В. К. Лебединский; историю и философию — профессор Г. В. Форстен.
Директором гимназии некоторое время был П. И. Вейнберг.
В числе выпускников гимназии были: Гурий Колосов (вып. 1885), Владимир Оболенский (вып. 1887), Александр Потресов (вып. 1887), Павел Гайдебуров (вып. 1896), Сергей Маковский (вып. 1896), Андрей Журавский (вып. 1901), Игорь Стравинский (вып. 1901), Андрей Коростин (вып. 1901; золотая медаль), Константин Вагинов (вып. 1917), Александр Ивич (вып. 1917; золотая медаль). Также в ней учился в 1896—1900 годах Николай Гумилёв.
В 1930-х годах в здании, где размещалась гимназия, работала 4-я национальная общеобразовательная школа. Затем здание было приспособлено под промышленное предприятие.

## Рекомендуемая литература
- ЦГИА Ф. 171: Гимназия и реальное училище Я.Гуревич (1871—1918)